# Automne Paviaová
Automne Paviaová (francouzsky Automne Pavia), (* 3. ledna 1989 v Péronne, Francie) je francouzská zápasnice — judistka. Je majitelkou bronzové olympijské medaile z roku 2012.

## Sportovní kariéra
S judem začala ve 4 letech pod vedením svého otce. Pochází z 8 dětí. Její největší předností je výška a judistická technika, především techniky aši-waza - elegantní uči-mata nebo strhy makikomi. Připavuje se v Orléans pod vedením Daniela Fernandese a Christopha Massiny. Dříve spolupracovala například s Cathy Fleuryovou.
Na olympijských hrách v Londýně v roce 2012 prohrála v semifinále s Japonkou Macumotovou v prodloužení na juko. V boji o 3. místo porazila svou velkou rivalku Maďarku Hedvig Karakasovou a získala bronzovou olympijskou medaili.

### Vítězství
- 2010 - 1x světový pohár (Tunis)
- 2011 - 1x světový pohár (Paříž)
- 2012 - 1x světový pohár (Bukurešť)
- 2013 - 2x světový pohár (Paříž, Düsseldorf)
- 2014 - 2x světový pohár (Havana, Čedžu)

## Výsledky
| Olympijské hry     |     |    | —   |    |     |     | 3. |    |    |    |    |  |  |  |  |  |  |  |  |  |  |  |  |  |  |  |
| Mistrovství světa  |     | —  |     | —  | úč. | úč. |    | 5. | 3. | 3. |    |  |  |  |  |  |  |  |  |  |  |  |  |  |  |  |
| Evropské hry       |     |    |     |    |     |     |    |    |    | 5. |    |  |  |  |  |  |  |  |  |  |  |  |  |  |  |  |
| Mistrovství Evropy | —   | —  | —   | —  | —   | 7.  | 3. | 1. | 1. | 5. | 1. |  |  |  |  |  |  |  |  |  |  |  |  |  |  |  |
| ME do 23 let       | —   | —  | —   | 5. | —   | —   |    |    |    |    |    |  |  |  |  |  |  |  |  |  |  |  |  |  |  |  |
| MS juniorů         | úč. |    | 2.  |    |     |     |    |    |    |    |    |  |  |  |  |  |  |  |  |  |  |  |  |  |  |  |
| ME juniorů         | 3.  | 1. | úč. |    |     |     |    |    |    |    |    |  |  |  |  |  |  |  |  |  |  |  |  |  |  |  |